# Roosevelt (Oklahoma)
Roosevelt es un pueblo ubicado en el condado de Kiowa en el estado estadounidense de Oklahoma. En el año 2010 tenía una población de 248 habitantes y una densidad poblacional de 190,77 personas por km².

## Geografía
Roosevelt se encuentra ubicado en las coordenadas 34°51′2″N 99°1′20″O / 34.85056, -99.02222 (34.850457, -99.022302).

## Demografía
Según la Oficina del Censo en 2000 los ingresos medios por hogar en la localidad eran de $22,500 y los ingresos medios por familia eran $35,893. Los hombres tenían unos ingresos medios de $24,583 frente a los $20,000 para las mujeres. La renta per cápita para la localidad era de $13,619. Alrededor del 21.5% de la población estaban por debajo del umbral de pobreza.